# Kirby und das magische Garn
Kirby und das magische Garn (japanischer Originaltitel: 毛糸のカービィ, Hepburn: Keito no Kābī, etwa „Kirby aus Wolle“) ist ein seitlich scrollendes Jump-’n’-Run-Videospiel, das von den Entwicklerstudios Good-Feel und HAL Laboratory für den japanischen Konsolenhersteller Nintendo entwickelt wurde. Es kam im Oktober 2010 zunächst in Japan und Nordamerika für die Spielkonsole Wii auf den Markt, im Februar 2011 auch in Europa. Es ist der insgesamt zehnte Hauptteil der Kirby-Videospielserie und der erste Ableger für eine Heimkonsole seit dem im Jahr 2003 erschienenem Spiel Kirby Air Ride. Am 8. März 2019 erschien mit Kirby und das extra magische Garn ein Remake für den Nintendo 3DS.

## Spielprinzip
Kirby und das magische Garn ist ein seitwärts rollender Plattformer, der mit der Wii-Fernbedienung gespielt wird. Kirby besteht in diesem Spiel aus Garn, daher basiert Kirbys Moveset auf seiner neu entdeckten Fähigkeit, sich in verschiedene Objekte aus Garn zu verwandeln. So kann sich Kirby beispielsweise in der Luft in einen kleinen Fallschirm verwandeln, um langsamer zu fallen, und er kann sich in ein Gewicht verwandeln, um auf den Boden zu stürzen und Feinde und andere Objekte zu zerquetschen. Kirby kann sich schneller fortbewegen, indem er sich in ein Auto verwandelt, wenn er auf dem Boden ist, und er kann sich in ein U-Boot verwandeln, wenn er unter Wasser ist. Kirbys primäre Angriffsmethode besteht aus der Fähigkeit „Garnpeitsche“, mit der er Feinde und andere Objekte packen und zu kleinen Garnbällen aufwickeln kann, um sie zu werfen.
Ein zweiter Spieler kann sich dem Spiel anschließen und als Prinz Plüsch spielen, der sich genauso wie Kirby verhält.
Die Levels sind mit verschiedenen Sammelobjekten gefüllt, vor allem mit verschiedenen Handwerksperlen, die Kirby einsammeln kann. Durch das Abschließen von Levels erhält Kirby eine von vier verschiedenen Medaillen (Holz, Bronze, Silber oder Gold), je nachdem, mit wie vielen Perlen der Spieler das Level abgeschlossen hat. Kirby hat keine Gesundheit oder zusätzliche Leben und kann in den Levels nicht sterben, aber er verliert einige seiner Perlen, wenn er Schaden erleidet oder in bodenlose Gruben fällt.
Die Levels werden abgeschlossen, indem man die Glocke am Ende eines jeden Levels erreicht und läutet.

## Handlung
Während Kirby durch das Dream Land läuft, trifft er dort auf eine flauschige Tomate. Er entscheidet sich dafür, sie zu essen, und findet sich in einer völlig unbekannten Welt wieder. Alles um ihn herum besteht aus Garn. Er begegnet auf seinem Abenteuer einem Jungen, der von einem Ungeheuer gejagt wird, und hilft ihm aus der Patsche. Es stellt sich heraus, dass es sich bei dem Jungen um Prinz Plüsch, dem Thronfolger von Stoffland, handelt. Dieser erzählt Kirby von Grimmgarn, einem bösen Zauberer, der das Land in sieben Stofffetzen zerteilt und Kirby versehentlich in dieses Land geholt hat. Kirby begibt sich schließlich auf die Suche nach Grimmgarn, um das Land wieder zusammenzuflicken.

## Synchronsprecher
| Charakter    | Originalstimme  | Originalstimme  | Synchronsprecher |
| ------------ | --------------- | --------------- | ---------------- |
| Kirby        | Makiko Ōmoto    | Makiko Ōmoto    | Makiko Ōmoto     |
| Prinz Plüsch | Tomoko Nakamura | Tomoko Nakamura | Tomoko Nakamura  |
| Erzähler     | Yūko Tsuga      | Dave White      | Wolf Kahler      |
| Erzähler     | Yūko Tsuga      | Paul Vaughan    | Wolf Kahler      |

## Rezeption
Die deutsche Videospielezeitschrift GamePro lobte die Wii-Version von Kirby und das magische Garn als „Tolles 2D-Jump'n'Run mit wunderschöner Grafik und Liebe zum Detail“ und vergab 85 von 100 Punkten.
4Players testete ebenfalls die Wii-Version und lobte unter anderem „eine einfache Steuerung“, „wundervolle Musik“ sowie „spaßige Herausforderungen“, kritisierte dabei allerdings einen niedrigen Schwierigkeitsgrad sowie eine „teilweise fummelige Fahrzeug-Steuerung“ und vergab eine sehr gute Wertung von 87 %.
Bei Metacritic hat das Spiel eine Wertung von 79/100.